# Véronique Jadin
Pour les articles homonymes, voir Jadin.
 (novembre 2022).
 (novembre 2022).
La mise en forme du texte ne suit pas les recommandations de Wikipédia : il faut le « wikifier ».
Les points d'amélioration suivants sont les cas les plus fréquents :
- Les titres sont pré-formatés par le logiciel. Ils ne sont ni en capitales, ni en gras.
- Le texte ne doit pas être écrit en capitales (les noms de famille non plus), ni en gras, ni en italique, ni en « petit »…
- Le gras n'est utilisé que pour surligner le titre de l'article dans l'introduction, une seule fois.
- L'italique est rarement utilisé : mots en langue étrangère, titres d'œuvres, noms de bateaux, etc.
- Les citations ne sont pas en italique mais en corps de texte normal. Elles sont entourées par des guillemets français : « et ».
- Les listes à puces sont à éviter, des paragraphes rédigés étant largement préférés. Les tableaux sont à réserver à la présentation de données structurées (résultats, etc.).
- Les appels de note de bas de page (petits chiffres en exposant, introduits par l'outil «  Source ») sont à placer entre la fin de phrase et le point final[comme ça].
- Les liens internes (vers d'autres articles de Wikipédia) sont à choisir avec parcimonie. Créez des liens vers des articles approfondissant le sujet. Les termes génériques sans rapport avec le sujet sont à éviter, ainsi que les répétitions de liens vers un même terme.
- Les liens externes sont à placer uniquement dans une section « Liens externes », à la fin de l'article. Ces liens sont à choisir avec parcimonie suivant les règles définies. Si un lien sert de source à l'article, son insertion dans le texte est à faire par les notes de bas de page.
- La présentation des références doit suivre les conventions bibliographiques. Il est recommandé d'utiliser les modèles {{Ouvrage}}, {{Chapitre}}, {{Article}}, {{Lien web}} et/ou {{Bibliographie}}. Le mode d'édition visuel peut mettre en forme automatiquement les références.
- Insérer une infobox (cadre d'informations à droite) n'est pas obligatoire pour parachever la mise en page.

Pour une aide détaillée, merci de consulter Aide:Wikification.
Si vous pensez que ces points ont été résolus, vous pouvez retirer ce bandeau et améliorer la mise en forme d'un autre article.
Véronique Jadin (Bruxelles) est une réalisatrice et scénariste de cinéma belge.

## Trajectoire
Elle a étudie langues et littératures romanes à l' Université catholique de Louvain et exerce divers métiers du cinéma, frappant aux portes des sociétés de production. Jadin a travaillé avec Jacques Doillon, Edouard Molinaro, Olivier Smolders, Xavier Giannoli, Thierry Knauff, Pierre-Paul Renders et Frédéric Fonteyne, entre autres.
Après une longue carrière d'assistante à la réalisation a partir de 2001 et plusieurs courts métrages, dont Comme des héros (2011) ou Ingrid fait son cinéma (2013), elle présente en 2021 son premier long métrage en tant que réalisatrice, L'Employée du mois (2021) co-écrit avec Nina Vanspranghe. C'est une comédie féministe qui met en lumière l'influence du patriarcat dans le monde des affaires. « Une histoire d'empowerment, d'une femme qui prend conscience qu'elle peut avoir du pouvoir sur les événements », raconte Jadin à propos du film. Les protagonistes font face à des préjugés racistes et sexistes Le projet a été sélectionné par le Centre du Cinéma de la Fédération Wallonie Bruxelles et également soutenu par la RTBF et BeTV. Le film a été sélectionné pour le Festival de Tribeca, de Fantasia (Montréal), au BIFFF, etc,  et présenté en première en Espagne au Festival international du film de Gijón 2022.

## Filmographie
- En fanfare (2006), court-métrage. Grand prix national et Prix d'interprétation féminine pour Tsilla Chelton au BSFF[8], Prix du Meilleur court-métrage de la FWB au FIFF[9]
- Comme des héros (2011), court-métrage
- Ingrid fait son cinéma (2013), court-métrage, Prix du public au Festival du film Bruxellois, Mention spéciale au Corto Helvetico al femminile
- On est loin d’avoir fini (2015), documentaire, 60' (portrait de Tsilla Chelton) Prix de la Fondation Ann Huybens
- L'employée du mois (2021), long-métrage. Le film a obtenu: Prix d'interprétation féminine au Festival de comédie de Liège et Best actress award/ Screamfest Los Angeles pour Jasmina Douieb[10], Prix de la province de Liège (festival de comédie de Liège), Prix du Jury lycéen/ Journées francophones de Milan, 3 nominations aux Magritte 2024[11],[12]